# 毒剂
毒剂（英語：Toxicant，或称有毒物质、有害物质、毒物），是指任何有毒物质，无论是人工的还是天然产生的。 相比之下，毒素（toxin）是生物体（例如植物、动物、昆虫、细菌）自然界产生的毒素。 空气、土壤、水或食物中都存在不同类型的有毒物质。

## 发生
空气、土壤、水或食物中都可能存在有毒物质. 人类可能会接触到环境毒物。 鱼类可能含有环境毒素。 烟草烟雾含有有毒物质。 电子烟气溶胶也含有有毒物质。 加热非燃烧烟草制品的排放物含有有毒物质。 大多数重金属都是有毒物质。 柴油尾气含有有毒物质。 杀虫剂、苯和类似石棉的纤维（如碳纳米管）都是有毒物质。 可能的发育毒物包括邻苯二甲酸盐、苯酚、防晒霜、杀虫剂、卤化阻燃剂、全氟烷基涂料、纳米颗粒、电子烟和膳食多酚。

## 相关术语
相比之下，毒素是生物体（例如植物、动物、昆虫）自然产生的毒素。 2011年出版的《现代毒理学教科书》（A Textbook of Modern Toxicology）指出：“毒素是由生物体产生的有毒物质，并不作为有毒物质的同义词——所有毒素都是有毒物质，但并非所有的有毒物质都是毒素。毒素，无论是由动物、植物、昆虫还是微生物产生的，通常都是代谢产物，是作为防御机制进化而来的，目的是驱赶或杀死捕食者或病原体。”
杀生物剂分为氧化性毒物和非氧化性毒物。 氯是最常见的氧化性毒物。 人们普遍在饮用水中添加氯来消毒。 非氧化性毒物包括异噻唑啉酮和季铵化合物。
麻醉剂是一种能使人陶醉的物质，例如酒精饮料。 麻醉剂是一种损害心智并导致人处于从兴奋到昏睡等各种精神状态的物质。